# Max Bouvet

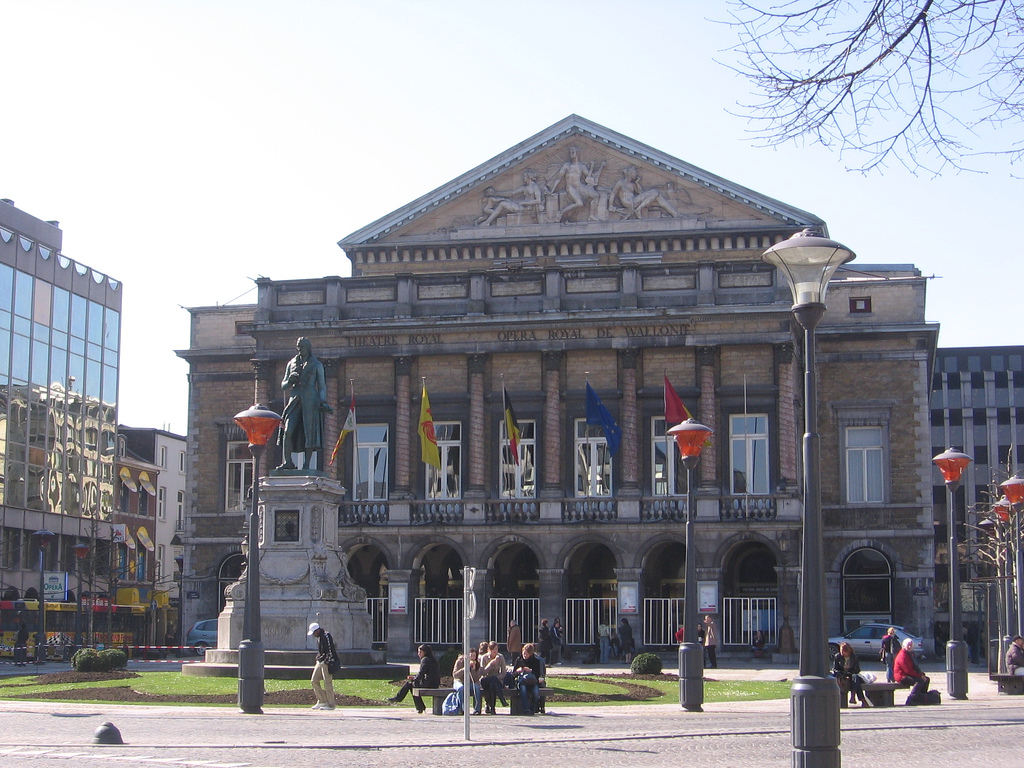
Teatre Reial de Lieja on debutà Max Bouvet

Nicolas Maximilien Bouvet (La Rochelle, 3 de desembre de 18541 - París, 1943), fou un cantant d'òpera i pintor paisatgista francès.
Deixeble del Conservatori de París, debutà en el teatre Reial de Lieja, passant després a l'Òpera Còmica de París (1884), on es presentà amb la part de Figaro del El barber de Sevilla, en la que fou justament aplaudit per la seva bella veu i excel·lent escola. En aquell teatre estrenà multitud d'òperes, entre elles Le chevalier Jean, Der fliegende Holländer, Werther, Le Roi d'Ys, Esclarmonde, Fidelio, Cavalleria rusticana, etc.
Com a paisatgista va concórrer a diversos Salons i l'Estat li comprà dos quadres, un dels quals, Lever de lune au crepuscule, figura en el museu de Reims.